# Хуфский язык
Ху́фский язы́к — индоевропейский язык. Распространён в Таджикистане, в Горно-Бадахшанской АО. На этом языке говорят хуфцы, живущие в ущелье правого притока реки Пяндж, в селениях Хуф и Пастхуф.
Проект алфавита для хуфского языка был разработан Отделом памироведения Памирской базы академии наук Таджикской ССР в 1989 году, но распространения не получил. Алфавит выглядел так: A a, А̄ а̄, Ӕ ӕ, Б б, В в, В̌ в̌, Г г, Д д, Д̌ д̌, Е е, Э э, Ж̣ ж̣, З з, И и, Ӣ ӣ, Й й, К к, Л л, М м, Н н, О о, О̄ о̄, П п, Р р, С с, Т т, Т̌ т̌, У у, Ӯ ӯ, У̊ у̊, Ф ф, Х х, Х̌ х̌, Ц ц, З̌ з̌, Ч ч, Ш ш, Ғ ғ, Ғ̌ ғ̌, Қ қ, Ҷ ҷ.

## Фонетика
Фонетическая система хуфского языка включает 11 гласных и 29 согласных фонем:
вокализм
|         | передние | средние | задние  |
| ------- | -------- | ------- | ------- |
| Верхние | i, ī     |         | u, ū, ů |
| средние | ē        |         | o, ō    |
| нижние  | æ        | a, ā    |         |

консонатизм
|                  |                      |                      | губно-губные | губно-зубные | переднеязычные | среднеязычные | заднеязычные | увулярные | ларингальные |
| ---------------- | -------------------- | -------------------- | ------------ | ------------ | -------------- | ------------- | ------------ | --------- | ------------ |
| смычные          | чистые               | чистые               | p, b         |              | t, d           | k             | g            | q         |              |
| смычные          | аффрикаты            | однофокусные         |              |              | c, ʒ           |               |              |           |              |
| смычные          | аффрикаты            | двуфокусные          |              |              | č, ǰ           |               |              |           |              |
| смычно-проходные | оральные латеральные | оральные латеральные |              |              | l              |               |              |           |              |
| смычно-проходные | назальные            | назальные            | m            |              | n              | n             |              |           |              |
| щелевые          | однофокусные         | круглощелевые        | w            |              | s, z           | y             | x̌, ɣ̌         |           | (h)          |
| щелевые          | однофокусные         | плоскощелевые        |              | f, v         | ϑ, δ           |               |              | x, ɣ      |              |
| щелевые          | двуфокусные          | двуфокусные          |              |              | š, ž           |               |              |           |              |
| дрожащие         | дрожащие             |                      |              | r            |                |               |              |           |              |